# St. Bartholomaei (Demmin)

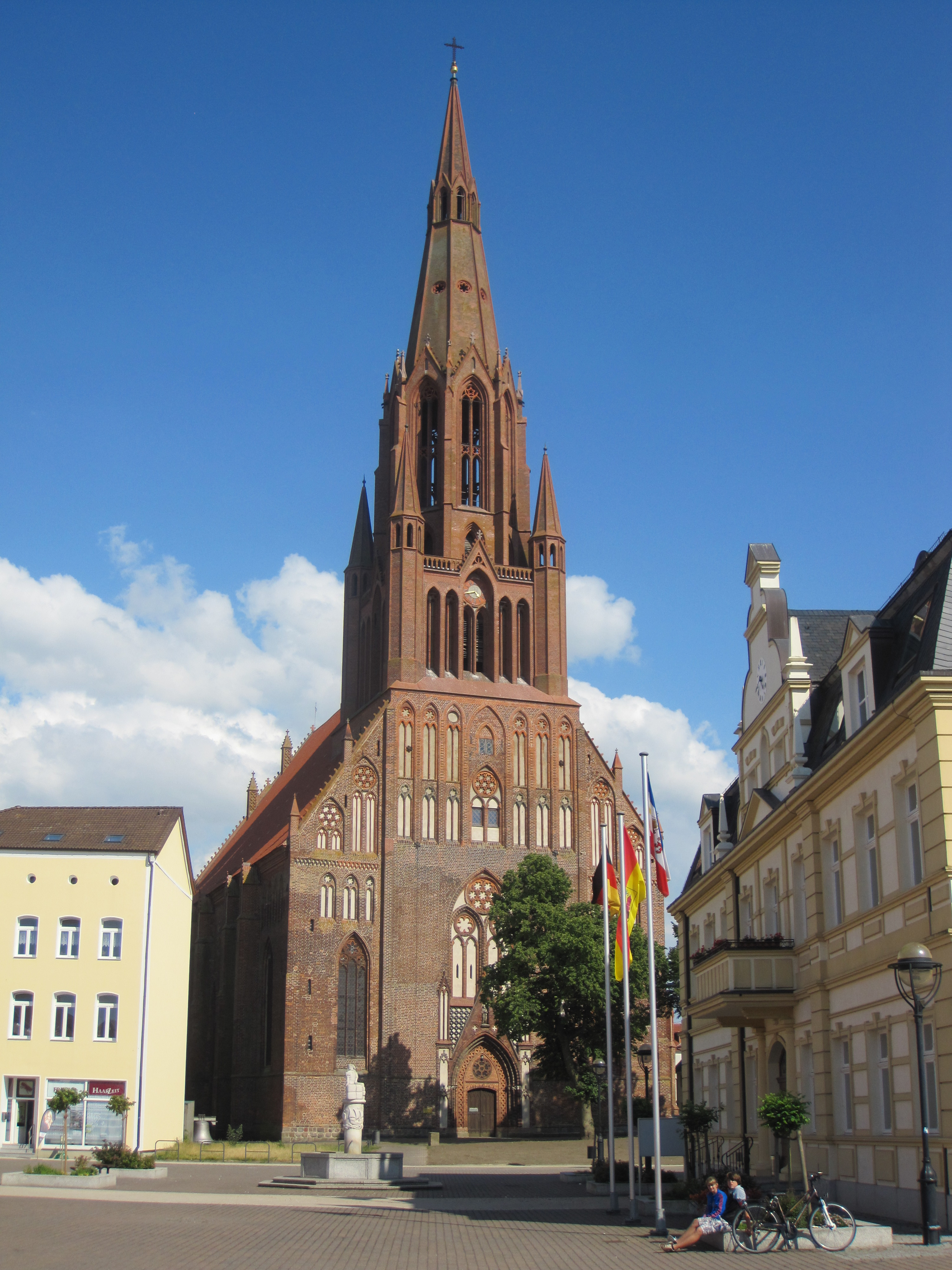
St. Bartholomaei in Demmin, rechts das Rathaus

Die Kirche Sankt Bartholomaei ist die Pfarrkirche der Gemeinde des Pommerschen Evangelischen Kirchenkreises der Evangelisch-Lutherischen Kirche in Norddeutschland in der Hansestadt Demmin. Seit 2012 ist sie Predigtstelle des Propstes der Propstei Demmin. Mit ihrem weithin sichtbaren Turm ist die im Stil der Backsteingotik gebaute Kirche, die zu den großen Stadtkirchen in Vorpommern gehört, das Wahrzeichen Demmins. Nach fast vollständiger Zerstörung im 17. Jahrhundert wurde die dem Jesus-Jünger Bartholomäus geweihte Kirche in den folgenden Jahrhunderten wieder aufgebaut und erhielt im 19. Jahrhundert ihre heutige neugotische Gestalt.

## Geschichte
Es wird vermutet, dass es bereits kurz nach der zweiten Missionsreise des Bischofs Otto von Bamberg in der ersten Hälfte des 12. Jahrhunderts nach Pommern in Demmin eine hölzerne Kirche gegeben hat. Diese brannte nach der Schlacht bei Verchen 1164 zusammen mit der Stadt nieder. In der Zeit vom Ende des 12. bis zum Anfang des 13. Jahrhunderts wurde sie dann wahrscheinlich von niedersächsischen Kolonisten aus Stein wieder aufgebaut. Urkundlich belegt ist das Vorhandensein der St.-Bartholomaei-Kirche für das Jahr 1269.
Ende des 14. Jahrhunderts erhielt der Rat der Stadt das Patronatsrecht über die Kirche, das vorher die pommerschen Herzöge innehatten. Nach der Einführung der Reformation in Pommern 1534 erfolgten in größeren Abständen Kirchenvisitationen, die der Kirche zwischen 1588 und 1619 einen guten Zustand bescheinigten. Unter anderem besaß die Kirche eine umfangreiche Bibliothek.

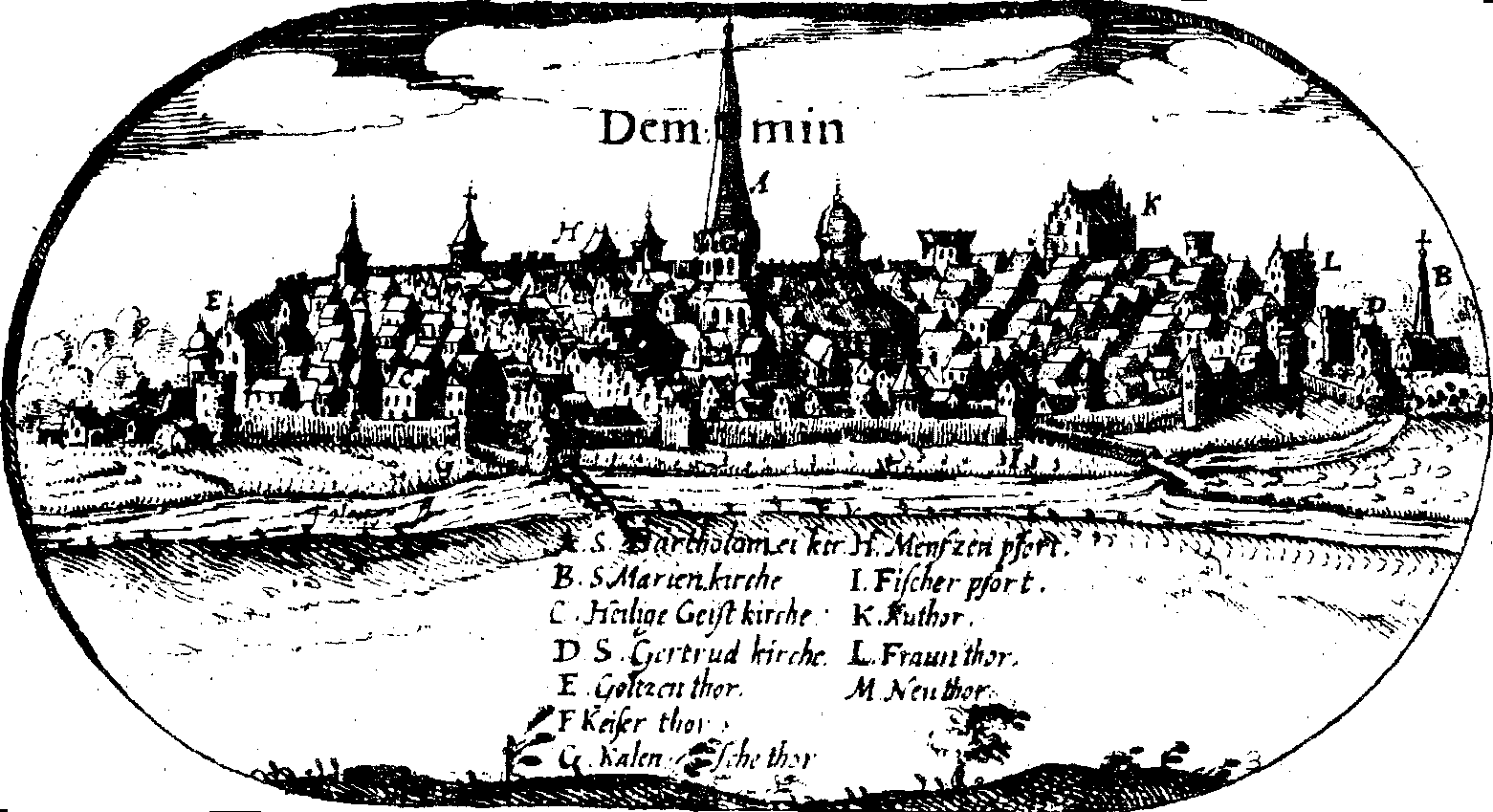
St. Bartholomaei im Zentrum der Stadtansicht auf der Lubinschen Karte

Im folgenden Dreißigjährigen Krieg kam es bei den Belagerungen der Stadt 1631, 1637 und 1639 zu schweren Zerstörungen am Gebäude. In den Nachkriegsjahren, Demmin gehörte nun zu Schwedisch-Pommern, erfolgten Reparaturen, der Wiederaufbau des Turmes und die Erneuerung der Bleideckung des Daches. Als 1659 während des Zweiten Nordischen Krieges brandenburgische Truppen Demmin belagerten, ließ der schwedische Stadtkommandant Heinrich von Vincken die Bleidächer der Kirche und umliegender Gebäude abreißen und daraus Musketenkugeln herstellen. Nach dem Krieg wurden der Stadt vom schwedischen König „1500 Daler Silbermüntz“ für den Wiederaufbau der Kirche zugesagt, tatsächlich erhielt sie wohl nur etwa 100. Um zu Geld zu kommen, wandte sich die Stadt an die zahlreichen Schuldner der Kirche. Diese wollten oder konnten jedoch infolge des Krieges meistens nicht zahlen, so dass es zu langwierigen Prozessen kam.
Trotzdem gelang es bis 1676 die Kirche wieder herzurichten. In diesem Jahr wurde Demmin während des Schwedisch-Brandenburgischen Krieges von den Truppen des Großen Kurfürsten belagert. Durch den heftigen Beschuss gerieten Stadt und Kirche in Brand. Während des zwei Tage dauernden Feuers brannte die Kirche bis auf die Grundmauern nieder. Der Turm, der zu dieser Zeit vier große und drei kleine Glocken enthielt, stürzte mit dem brennenden Dachstuhl auf das Kirchenschiff und durchbrach die Gewölbe, so dass das Feuer ins Innere der Kirche gelangte. Neben der wertvollen Innenausstattung, die aus mehreren Altären bestand, wurde die Bibliothek zerstört.
Mit einer Konzession des Großen Kurfürsten für eine landesweite Kollekte wurde 1684 und 1685 in Pommern und Preußen Geld für den Wiederaufbau der Kirche gesammelt. Auch in Mecklenburg, Dänemark und Städten wie Hamburg, wo die Sammlung am erfolgreichsten war, wurde um Spenden geworben. 1689 konnte die Kirche wieder eingeweiht werden und war 1706 weitgehend wiederhergestellt. Ein neues Deckengewölbe wurde jedoch erst 1734 errichtet. Der Turm erhielt eine barocke Haube.
Während des Siebenjährigen Krieges geriet die Kirche 1759 erneut in Gefahr, als preußische Truppen Demmin beschossen und dabei Turm sowie Altar und Kanzel beschädigten. Während der französischen Besatzung wurde sie als Lager für Stroh und Heu genutzt.
Ab 1826 wurde mit dem Umbau von Altar und Chorraum nach einem Entwurf von Karl Friedrich Schinkel begonnen. 1853 und 1854 wurde der Kirchturm bis zur ersten Galerie restauriert. Nach Entwürfen und unter der Leitung Friedrich August Stülers erfolgte von 1857 bis 1867 ein völliger Umbau der Kirche. Ostgiebel und Innenraum wurden neu gestaltet. Nach Stülers Tod 1865 beendete der Stettiner Landbaumeister Bartholomaeus Weber den Bau. Der Demminer Superintendent Franz Hermann Lengerich hatte die kirchliche Bauleitung.
Die Kirche überstand die Brandkatastrophe der Altstadt in den ersten Mai-Tagen 1945 nach dem Einmarsch der Roten Armee.
Im 20. Jahrhundert erforderliche Sanierungsmaßnahmen konnten erst nach dem Ende der DDR im erforderlichen Umfang durchgeführt werden. Im Nordteil der Kirche befindet sich eine Dauerausstellung zum Leben des Bischofs Otto von Bamberg, des „Apostels der Pommern“. Neben den Gottesdiensten wird die Kirche regelmäßig für musikalische Veranstaltungen genutzt.

## Gebäude
Die dreischiffige gotische Hallenkirche mit fünf Jochen und sechsjochigem Mittelschiff ist ein Backsteinbau mit Kreuzrippengewölben. Die ältesten Teile, das Untergeschoss des Turmes und das westliche Joch, stammen aus dem 13. Jahrhundert. Der neugotische Ostgiebel mit Blendfenstern und durchbrochenen Fialen, von Stüler entworfen, ist ein wichtiges architektonisches Merkmal des Gebäudes.
Achteckige Stützpfeiler tragen das barocke Kreuzrippengewölbe. Die hohen Fensternischen werden durch eingezogene, verbundene Strebepfeiler gebildet. Zwischen den Fenstern stehen Säulen, auf denen sich Standbilder aus Stuck befinden. Diese stellen Apostel und Evangelisten dar.
Der Stipes des Altars ist nach Schinkels Entwurf gefertigt. Ein Altarbild von Heinrich Lengerich, eine Kopie von Raffaels „Grablegung Christi“ stammt aus dem Jahr 1825; das Original hängt in der Galleria Borghese in Rom.
Die Kanzel ist mit fünf Statuetten versehen. Es handelt sich dabei um die Darstellungen des Bischofs Otto von Bamberg, des pommerschen Herzogs Wartislaw III., Alwinius, des ersten Priesters der Kirche, sowie von Martin Luther und Johannes Bugenhagen.
Der Chor mit seinen fünf Fenstern wurde nach Stülers Entwurf gestaltet. Die Glasfenster des Chores wurden durch Karl Gottfried Pfannschmidt entworfen, von dem auch zwei Gemälde an der Orgelempore stammen. Das mittlere Fenster wurde der Kirchgemeinde vom König und späteren Kaiser Wilhelm I. 1867 geschenkt, der es im Königlichen Institut für Glasmalerei in Berlin anfertigen ließ.

### Turm
Der Turm in seiner heutigen Gestalt stammt aus dem 19. Jahrhundert. Der neugotische Turmschaft besitzt ein quadratisches Untergeschoss. Die Turmobergeschosse wurden unter der Leitung Stülers neu gebaut. Das Klanggeschoss ist etwas zurückgesetzt, mit Wimpergen und Ecktürmchen versehen. Das darüber liegende, achteckige Geschoss hat wimpergartige Maueröffnungen. Auf ihm sitzt der gemauerte Turmhelm mit kleiner Laterne. Das Kreuz auf dem 92,50 Meter hohen, vollständig aus Ziegelsteinen gemauerten Turm, ist 3,3 Meter groß, womit der Turm eine Gesamthöhe von 95,8 m erreicht.
Die Uhr erhielt der Turm 1872 von der Berliner Firma Rochlitz. Die Finanzierung erfolgte durch die Kirchengemeinde und die Siedenbrünzower Kapellenkasse.
Im 20. Jahrhundert war der Turm einsturzgefährdet. Nach einer Notreparatur 1937/1938 konnte die vollständige Sanierung des Turmes erst nach der Wende begonnen und 1994 abgeschlossen werden. Der Kirchturm, mit seinen für die norddeutsche Baukunst ungewöhnlich hohen Durchbrüchen, gehört zu den bedeutendsten Werken Stülers und ist heute der einzige vollständig erhaltene Kirchturm aus seinem Schaffen.
1936 wurde der Kirchturm erstmals angestrahlt.

### Taufkapelle
Im Jahr 1422 wurde an der Südseite eine Kapelle angebaut, die das südliche Portal verdeckte. Diese wurde im 18. Jahrhundert „Kirchenköst“ genannt und enthielt die Wohnung des Kirchendieners. Seit einer Restauration wurde sie als Taufkapelle genutzt. Diese wurde 1950 umgestaltet und zur Winterkirche ausgebaut. Der Rostocker Künstler Lothar Mannewitz schuf die Glasfenster der Kapelle und der Sakristei.
Eine weitere Kapelle auf der Nordseite vor dem Seitenportal wurde nach einem Stadtbrand 1847 abgerissen.

### Buchholz-Grüneberg-Orgel

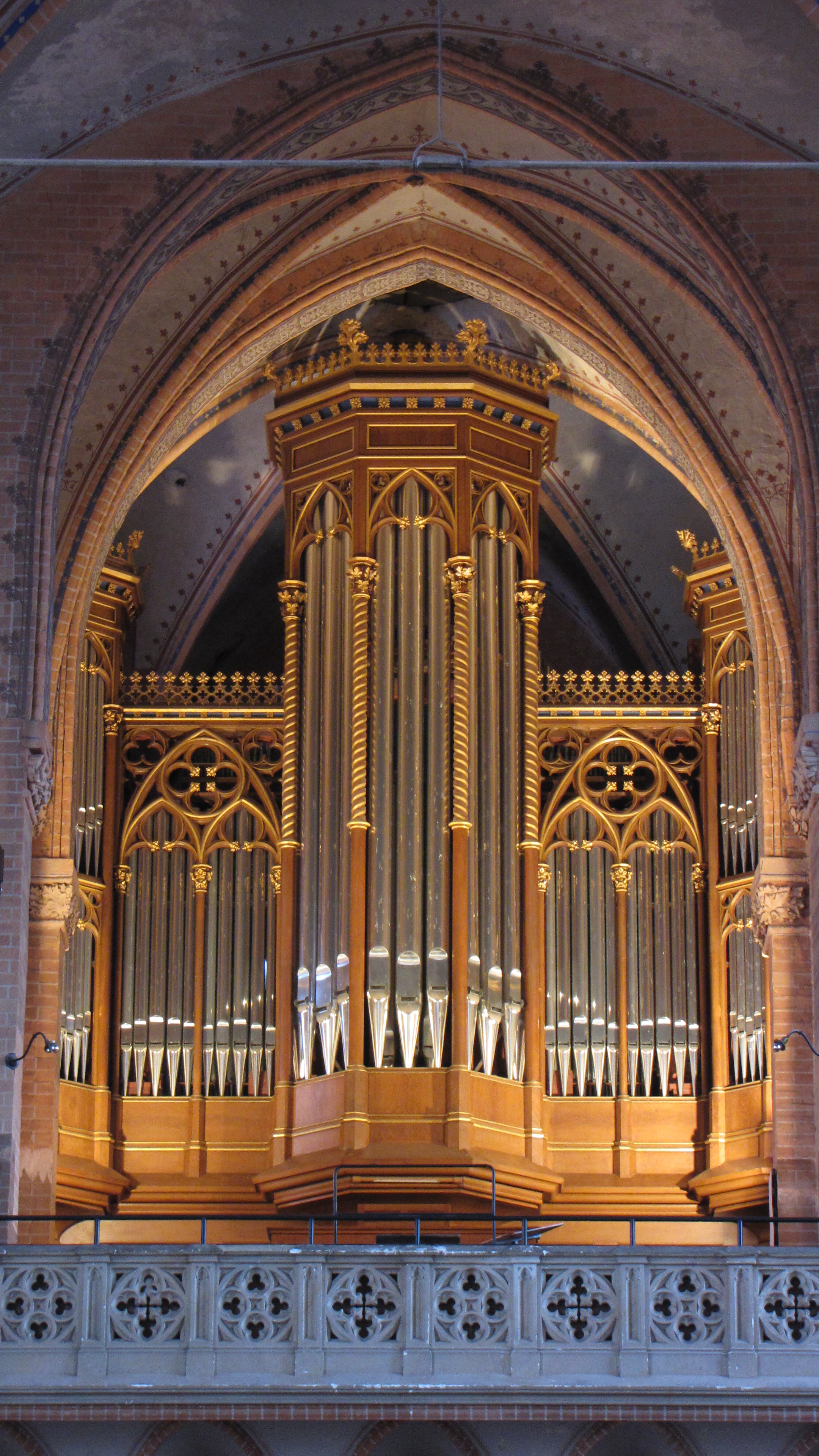
Buchholz-Grüneberg-Orgel

Die älteste Nachricht von einer Orgel in der Stadtkirche stammen aus dem 16. Jahrhundert. Diese wurde bei der Zerstörung der Kirche 1676 vernichtet. Der schwedische Proviantinspektor Bohse stiftete 1706 eine neue Orgel, die später noch vergrößert und ausgebaut wurde.
In den Jahren 1818 und 1819 erhielt die Kirche eine neue Orgel aus der Werkstatt des Berliner Orgelbaumeisters Johann Simon Buchholz. In den Jahren 1866 und 1867 wurde sie vom Stettiner Orgelbaumeister Barnim Grüneberg umgebaut und erweitert.
Die Buchholz-Grüneberg-Orgel mit 52 Registern ist die größte in Deutschland erhaltene Orgel aus der Werkstatt Barnim Grünebergs und besitzt einen romantischen Klangcharakter. Ihre Restaurierung erfolgte durch die Orgelbaufirma Scheffler zwischen 1998 und 2003. Der Orgelförderverein Demmin e. V. organisiert jährlich Anfang September die Demminer Orgeltage.

### Glocken
Die Kirche besitzt seit 2001 ein Glockengeläut mit fünf Bronzeglocken. Die „Hosanna“- oder auch Marienglocke war zum Zeitpunkt ihrer Herstellung die größte für eine vorpommersche Kirche gegossene Glocke. Drei weitere neu gegossene Glocken sind die „Königsglocke“, auch Christusglocke genannt, die „Prophetenglocke“ und die „Taufglocke“. Die Bartholomäusglocke ist die älteste Glocke und wurde 1751 von Johann Heinrich Scheel gegossen. Die vier jüngeren Glocken stammen aus der Glockengießerei Albert Bachert (Heilbronn).
Das heutige Glockengeläut ersetzt eines von 1922 aus Stahlglocken der Gießerei Ulrich & Weule. Dieses wurde angeschafft als Ersatz für beschlagnahmte Bronzeglocken des Geläuts von 1751, von dem nur die Bartholomäusglocke erhalten blieb. Zwei der alten Stahlglocken von 1922 sind an der Seite der Kirche aufgestellt.
| Glocke | Name               | Durchmesser | Gewicht | Schlagton |
| ------ | ------------------ | ----------- | ------- | --------- |
| 1      | Hosanna            | 1845 mm     | 3600 kg | A°        |
| 2      | Königsglocke       | 1357 mm     | 1700 kg | d′        |
| 3      | Prophetenglocke    | 1233 mm     | 1250 kg | e′        |
| 4      | Taufglocke         | 1091 mm     | 850 kg  | g′        |
| 5      | Bartholomäusglocke | 850 mm      | 402 kg  | a′        |